# De aquí no sales
De aquí no sales (ufficialmente De aquí no sales – Cap 4: Disputa) è un singolo della cantante spagnola Rosalía, pubblicato il 22 gennaio 2019 come quinto estratto dal secondo album in studio El mal querer.

## Tracce
Testi di Rosalía Vila, Pablo Díaz-Reixa e Antón Álvarez, musiche di Rosalía Vila e Pablo Díaz-Reixa.
1. De aquí no sales – 2:24

## Formazione
Musicisti
- Rosalía – voce, cori, ad-lib, 808, arrangiamento
- El Guincho – 808, ad-lib, arrangiamento
- Los Mellis – battito delle mani

Produzione
- El Guincho – produzione, registrazione
- Rosalía – produzione
- Jaycen Joshua – missaggio
- Jacob Richards – assistenza al missaggio
- Rashawn McLean – assistenza al missaggio
- Mike Seaberg – assistenza al missaggio
- Chris Athens – mastering

## Classifiche
| Classifica (2019) | Posizione massima |
| ----------------- | ----------------- |
| Spagna            | 22                |